# 掌夜蛾
掌夜蛾（学名：Tiracola plagiata）为夜蛾科掌夜蛾屬下的一个种。發現於東南亞地區及太平洋南部島嶼，還包括澳大利亞北部三分之二的區域。
掌夜蛾的翼展達60（2.4英寸），雄性個體為褐色，前翅有黑色亮斑。